# I’m Still Waiting (песня Дайаны Росс)
«I’m Still Waiting» (с англ. — «Я всё ещё жду») — песня, записанная американской певицей Дайаной Росс в 1970 году. Автором и продюсером стал Дик Ричардс. Стилистически она очень напоминает «Ain’t No Mountain High Enough». Песня попала на альбом Everything Is Everything 1970 года и была выпущена синглом с него в июле 1971 года. Композиция стала настолько популярна в Великобритании, слушатели активно заказывали песню на радиостанциях, что песня была включена в британское издание альбома Surrender 1971 года. В 1990 году её ремикс был переиздан отдельным синглом, которому также сопутствовал локальный успех в чартах.

## Чарты
| Чарт (1971)                                        | Высшая позиция |
| -------------------------------------------------- | -------------- |
| Австралия (KMR)                                    | 81             |
| Канада (RPM Adult Contemporary)                    | 81             |
| Ирландия (IRMA)                                    | 1              |
| Новая Зеландия (Listener)                          | 81             |
| Великобритания (OCC UK Singles)                    | 1              |
| США (Billboard Hot 100)                            | 63             |
| США (Billboard Hot R&B/Hip-Hop Songs)              | 40             |
| Чарт (1990)                                        | Позиция        |
| Ирландия (IRMA) · Phil Chill Remix                 | 15             |
| Великобритания (OCC UK Singles) · Phil Chill Remix | 21             |